# Нечуйвітер гладенький
{{#ifeq:0|0|{{#if:|{{#if:Hieraciumlaevigatum|[[]}}|}}}}
Нечуйвітер гладенький (Hieracium laevigatum) — вид трав'янистих рослин родини айстрові (Asteraceae), поширений у Європі й Туреччині, на Кавказі, Західному і Східному Сибіру. Етимологія: лат. laevigatus — «гладкий».

## Опис
Багаторічна трав'яниста рослина заввишки 30–120(300) см зазвичай без розеткового листя. Рильця жовті або зеленуваті, потім буріють. Стебла  прямі, майже голі, у нижній третині фіолетово пофарбовані, вгорі більш-менш шерстисті. Нижні стеблові листя до 26 см завдовжки, витягнуті в довгий черешок, зелені, нерідко фіолетово пофарбовані (особливо знизу). Загальні суцвіття волотисті, довго гіллясті, з 20–40 кошиками. Квіти запилюють бджоли й дзюрчалки. Плоди 2.9–3.3×0.9 мм від темно-коричневих до чорних. 2n=27.

## Поширення
Азія: Туреччина, Кавказ, Сибір; Європа: майже вся територія, крім Ісландії, Свальдбарду, Мальти й півдня Балканського півострова. Введений: Британська Колумбія й штат Вашингтон. 
Населяє світлі листяні й соснові ліси, гірські місцевості, пасовища. Місця, як правило, характеризуються помірним нагріванням, помірною вологістю, низьким рівнем рН та дуже низьким вмістом азоту.
В Україні зростає на пісках, узліссях борів і ялинових лісів у Закарпатті, Карпатах, Прикарпатті, Поліссі та Лісостепу.

## Галерея

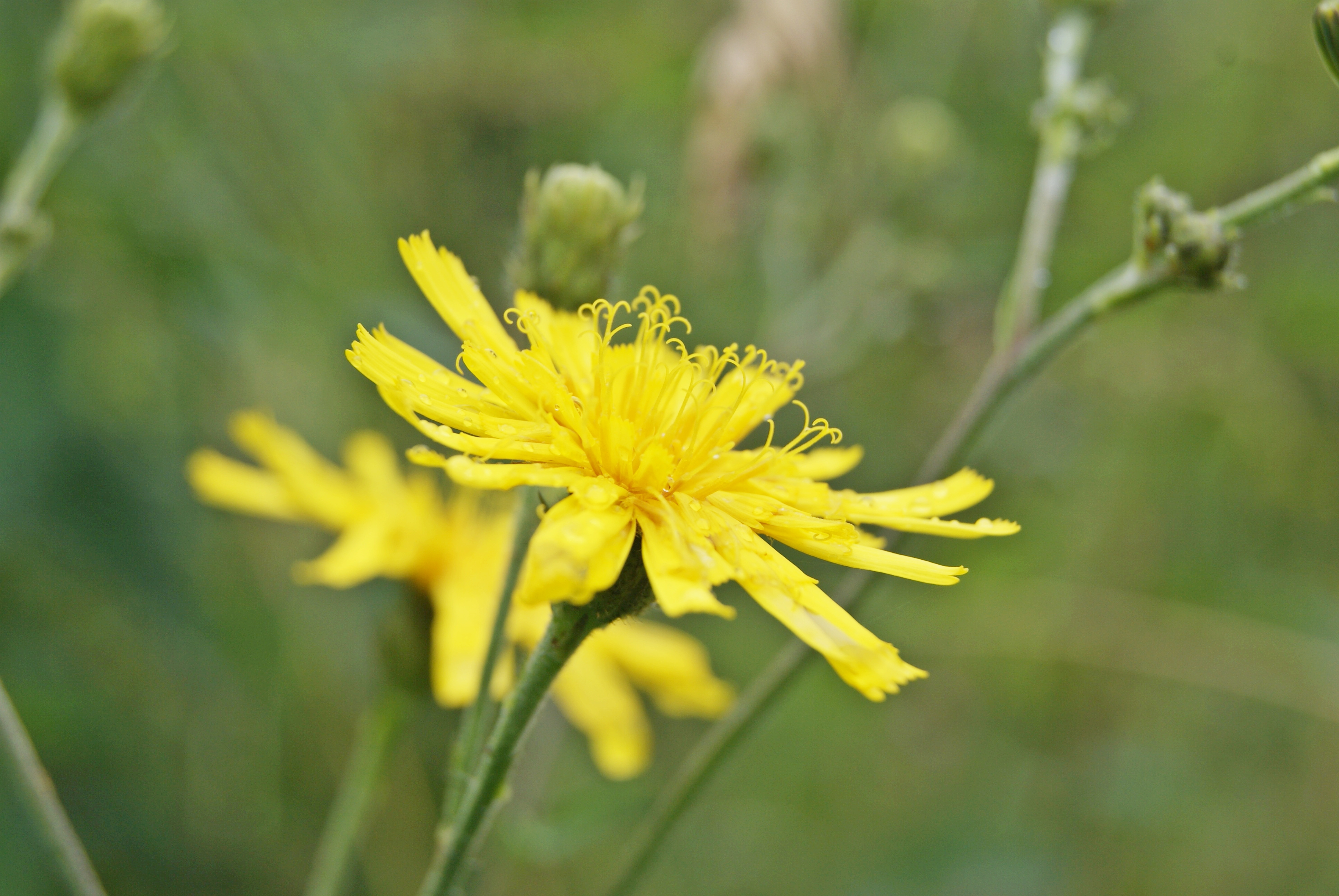
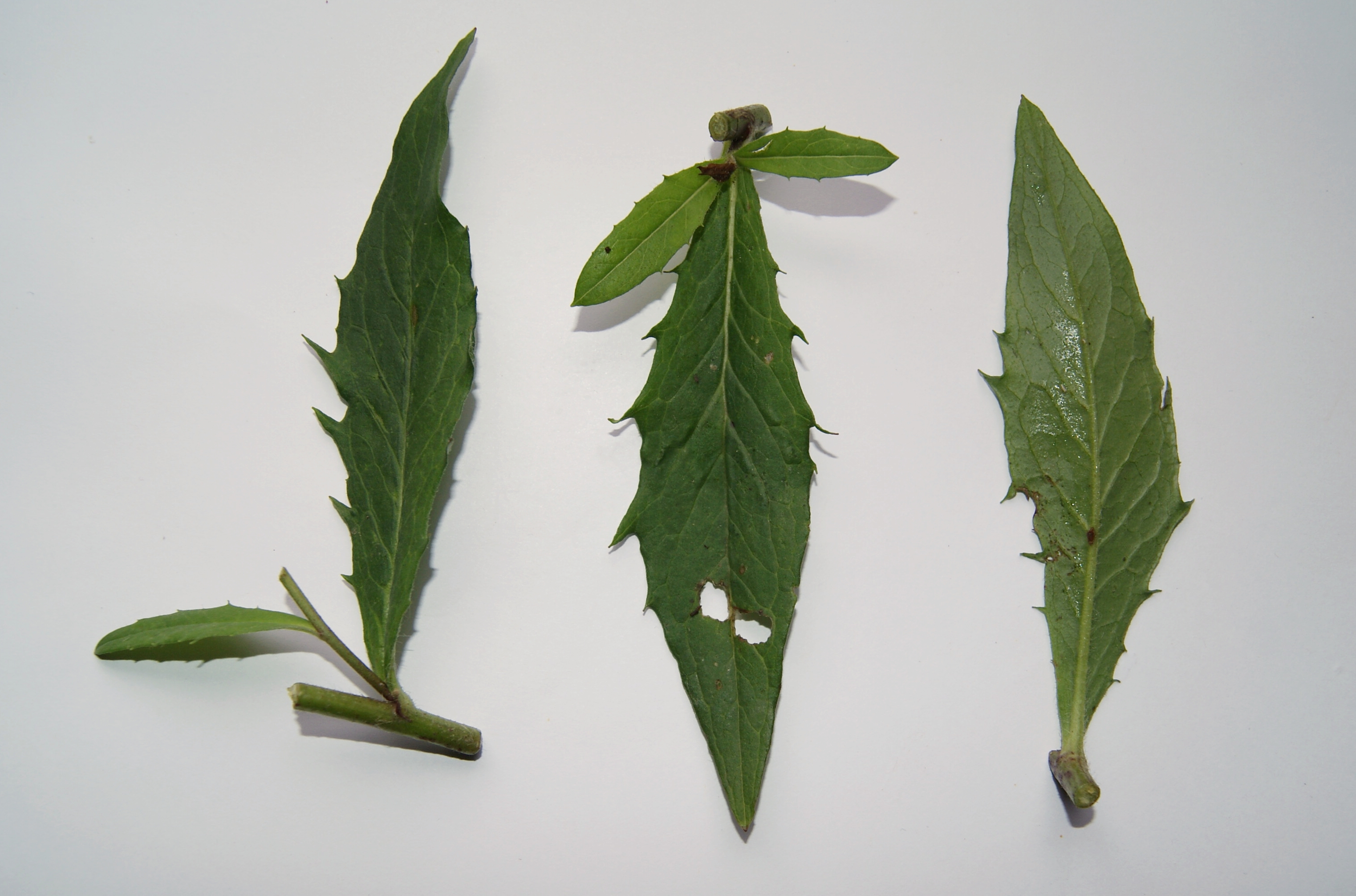
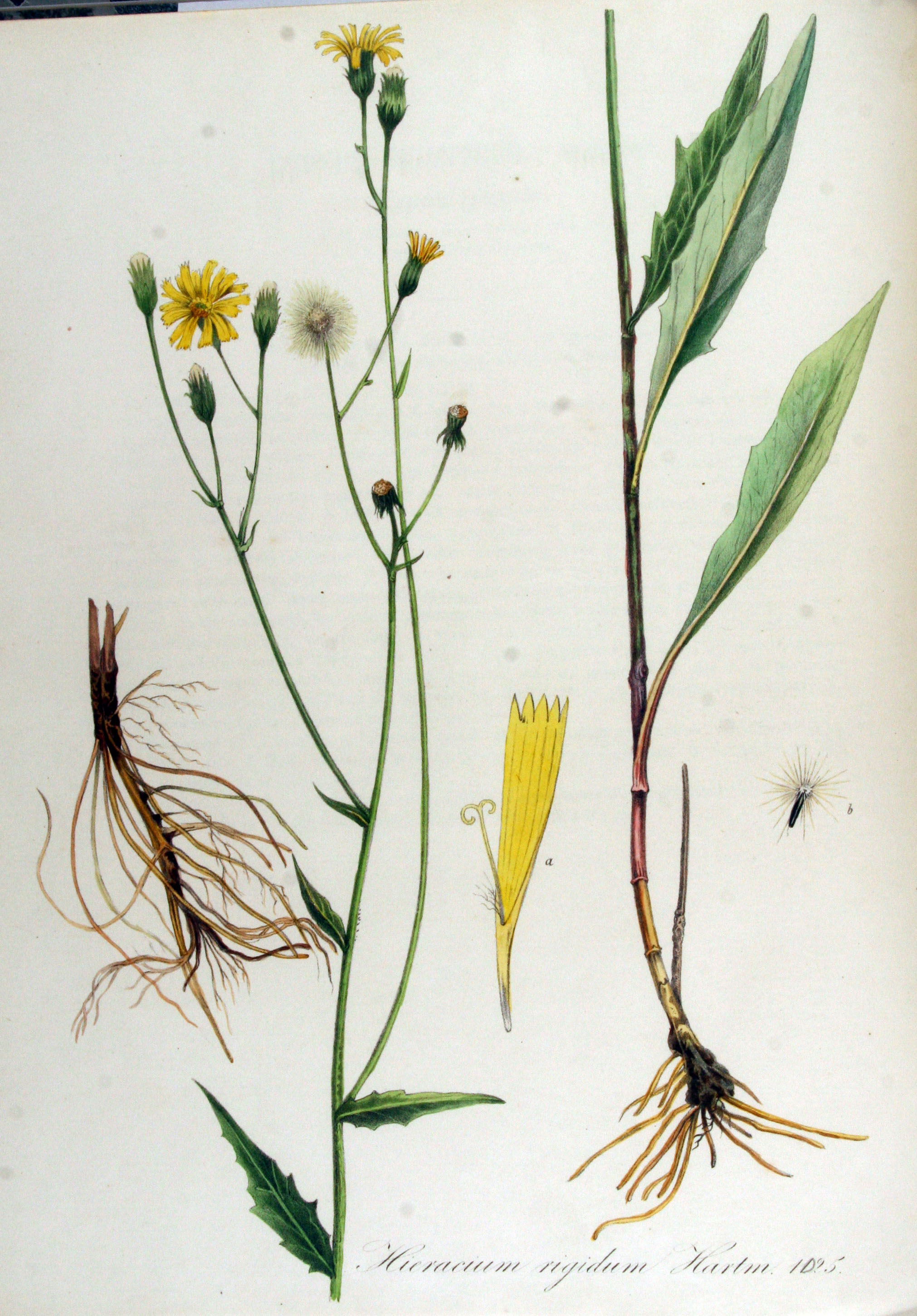